# Monzón (Huesca)
Monzón es un municipio y ciudad española de la provincia de Huesca, en la comunidad autónoma de Aragón. Es la cabecera y capital de la comarca del Cinca Medio, además de cosede de la diócesis de Barbastro-Monzón. Dentro del término municipal se encuentran también las localidades de Selgua y Conchel. Cuenta con 18.152 habitantes (INE 2024), repartidos en una superficie de 155,01 km² siendo así la segunda ciudad en población de la provincia oscense y la sexta de Aragón. Celebra sus fiestas mayores en la semana del 21 de septiembre, día de San Mateo; y sus fiestas menores el 4 de diciembre en honor a Santa Bárbara.
Monzón es una de las poblaciones más importantes agrícolas e industriales de la región gracias al Canal de Aragón y Cataluña.
Desde el Neolítico hasta nuestros días hay ocupación en esta zona, que fuera de economía principalmente agrícola y que desde mitad del siglo XIX con la construcción del ferrocarril ha sufrido un importante auge del sector industrial, que actualmente ocupa a la mayoría de la población.

## Geografía
Monzón se sitúa bajo la ladera del cerro de un imponente castillo de origen árabe, y en una zona entre diversos cerros que ofrecen espectaculares panorámicas de la ciudad. Por su territorio trascurren el río Sosa y el río Cinca, el afluente más caudaloso del Ebro. También se encuentra en el territorio de la ciudad la desembocadura del Sosa en el Cinca.

### Ríos

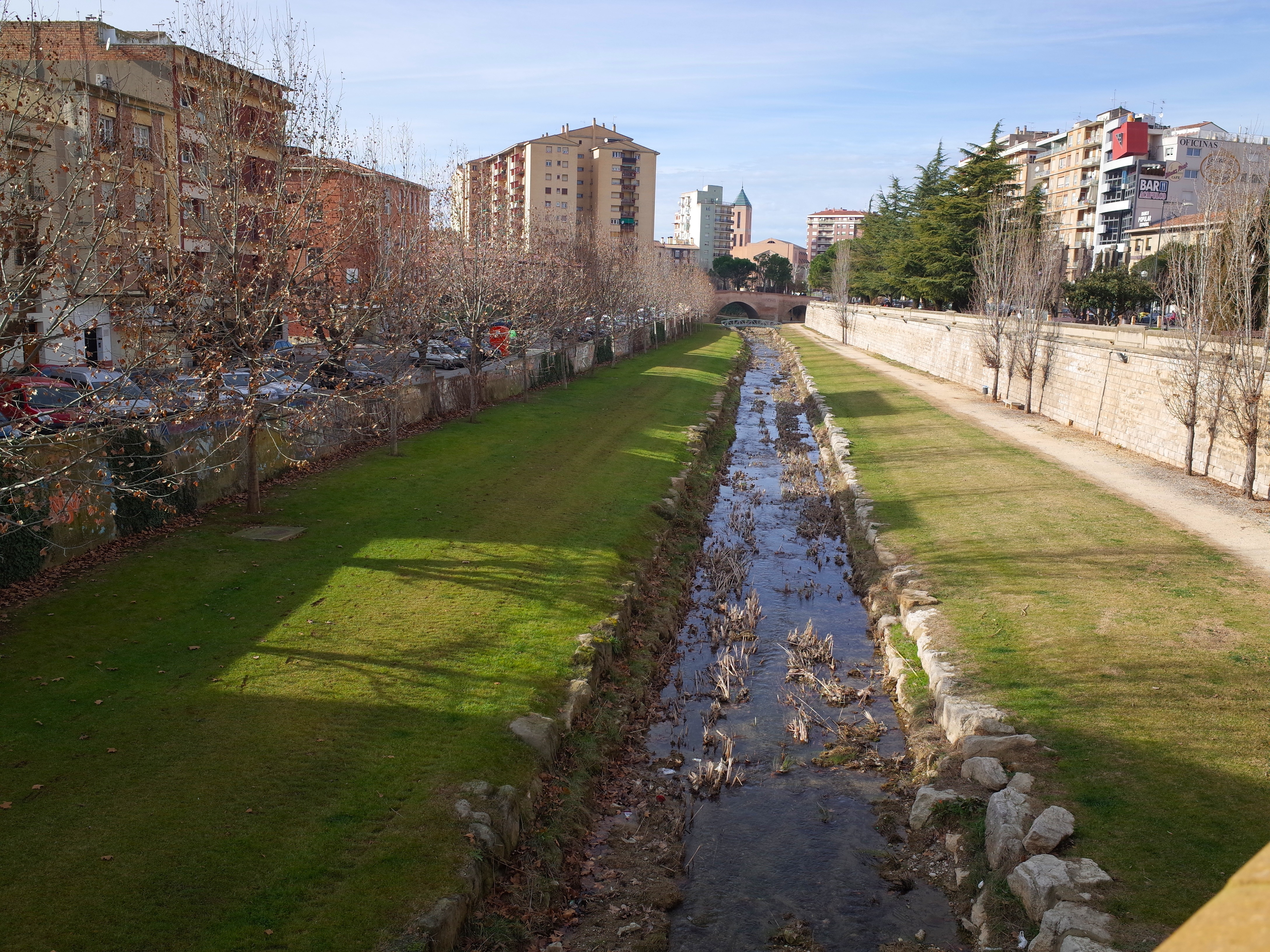
Río Sosa a su paso por Monzón

En Monzón se encuentran los ríos Sosa y Cinca. Este último es el más importante, ya que tiene mayor caudal gracias a la cantidad de nieve que hay en su cabecera. En el primero, a pesar de su escasísimo caudal, es destacable la obra de ingeniería del Sifón del Sosa, un bello viaducto sobre este río por el que circula el Canal de Aragón y Cataluña y que fue inaugurado a principios del siglo XX por el rey Alfonso XIII para extender el regadío a la zona oriental de la provincia

## Historia

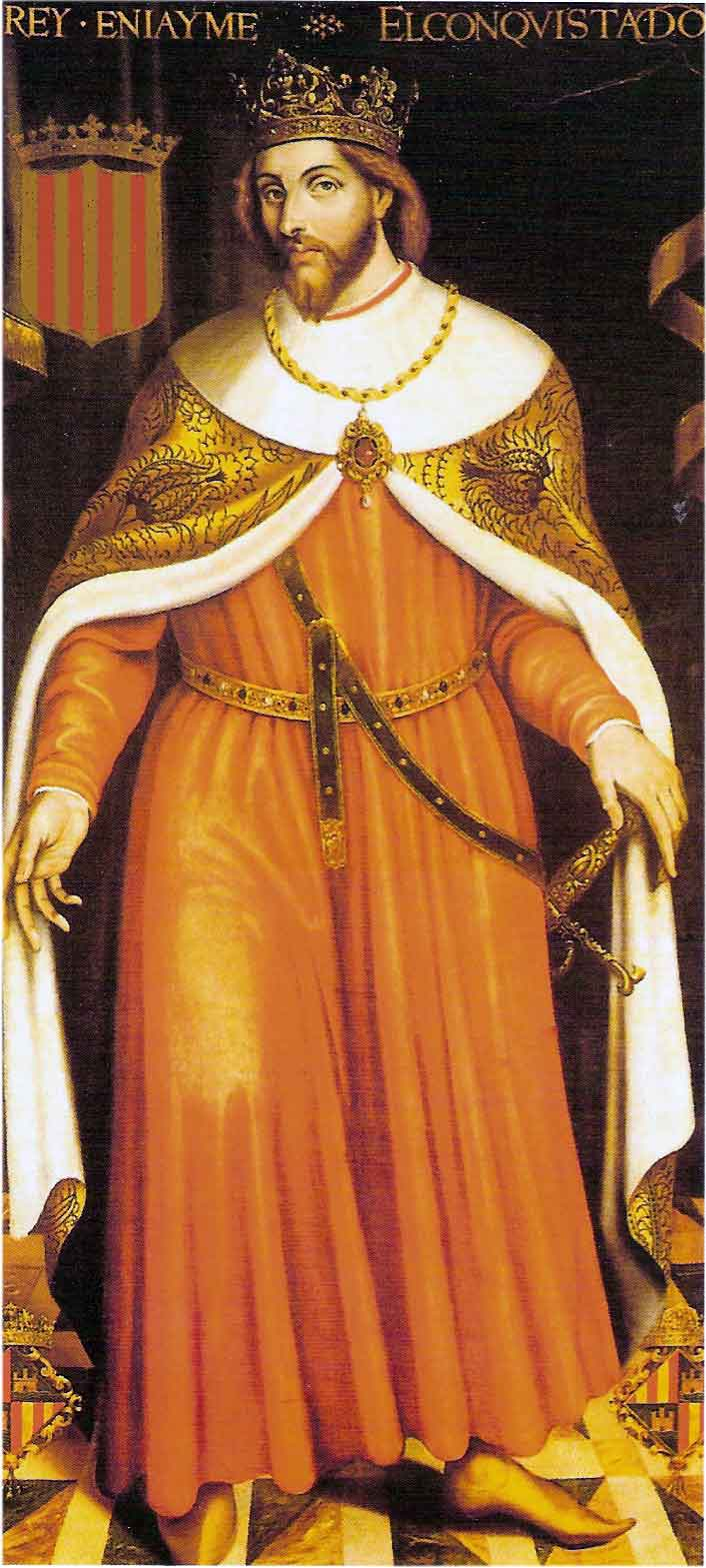
Jaime I el Conquistador

### Prehistoria y Edad Antigua
Las primeras señales de ocupación humana constante en la zona de Monzón provienen del Neolítico. Se han encontrado restos arqueológicos de esa época en los yacimientos de Sosiles Altos o Peña Lucas. La mayoría de los vestigios de civilización provienen de la Edad de Bronce, donde se supone que se asentaron pueblos en las zonas entre los ríos Cinca, Sosa y clamor. El pueblo que ocupaba estas zonas era el de los ilergetes, que fueron derrotados en el siglo III a. C., produciéndose la romanización de la zona a partir del siglo II a. C. En los cerros de la ermita de la Alegría y las cellas se han encontrado restos de habitáculos romanos, siendo esta zona un punto clave en las conexiones de las ciudades de Caesaraugusta u Osca con Italia.

### Edad Media

#### Época musulmana
En la época de dominación musulmana Monzón estaba disputado por los Banu Sabrit de Huesca y los Banu Qasi de Zaragoza. En el siglo XI pertenecía a los Banu Hud y fue tomada por El Cid en 1083. A los cristianos les importaba conquistar Monzón para cortar las comunicaciones entre los reinos taifas de Zaragoza y Lérida. El infante Pedro reconquistó Monzón en 1089 durante el reinado de su padre Sancho Ramírez de Aragón. Sancho Ramírez creó el Reino de Monzón para el infante, futuro Pedro I, antes de ser rey de Aragón. Esta situación duró hasta 1126, cuando volvió a pasar a manos musulmanas durante cuatro años. Entre el año 1130 y el 1136 estuvo en poder de los cristianos, que la perderían en el periodo de 1136 a 1141 para reconquistarla definitivamente. En 1143 pasó a pertenecer a los templarios.

#### Época cristiana

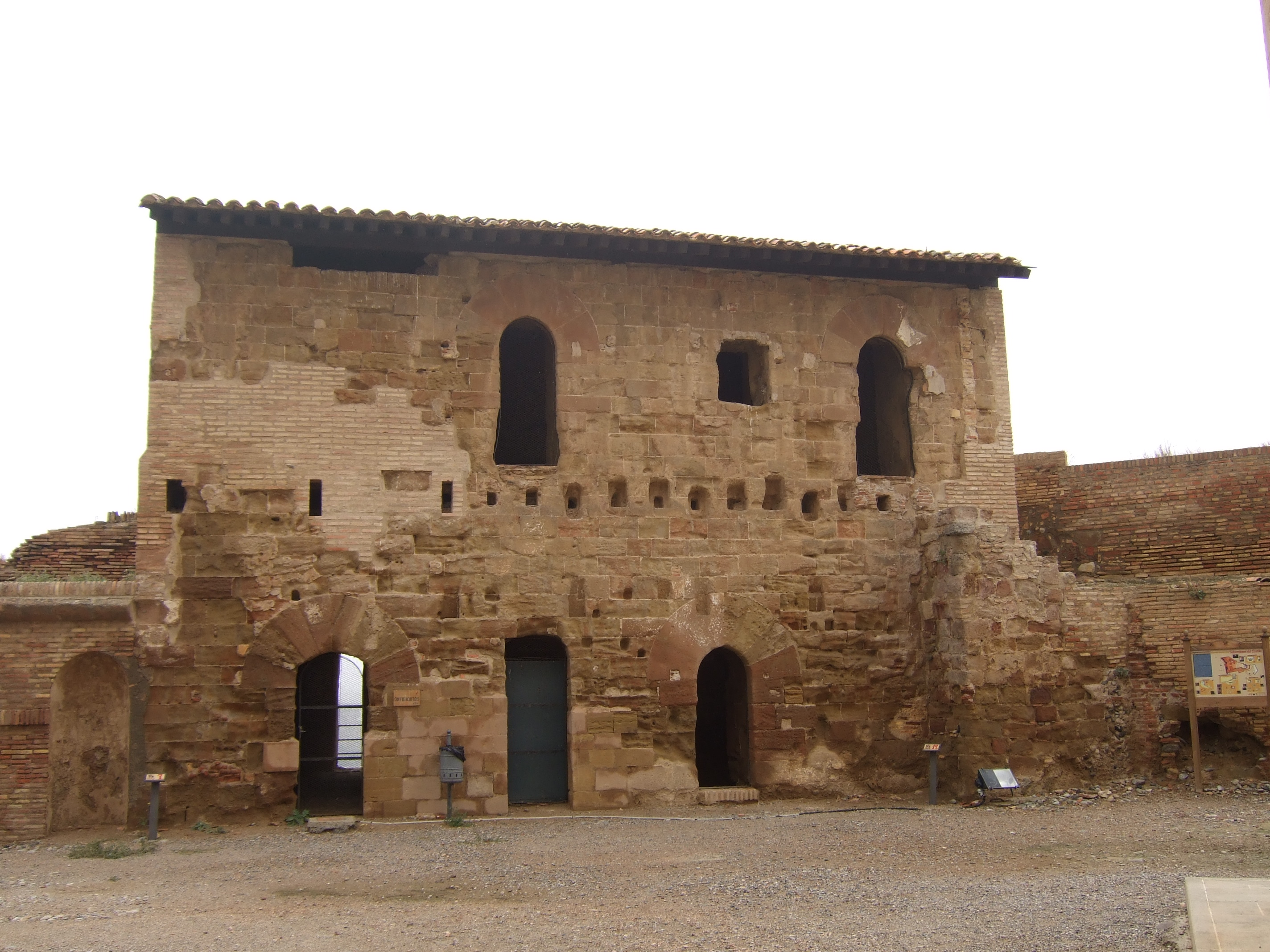
Dependencias del castillo de la ciudad

Durante el siglo XII la rigieron entre otros Íñigo Sánchez Minaya, el infante Ramiro de Navarra, Tizón y García Ramírez antes de su proclamación como rey navarro. Cuando en 1143 la Orden del Temple cede sus derechos sobre la Corona de Aragón recibe a cambio entre otros el Castillo de Monzón, donde se encontrará la principal encomienda de la Corona de Aragón. El suceso de mayor importancia histórica en esta época es la residencia forzada de Jaime I de Aragón durante su minoría de edad bajo custodia del Temple. Cuando el papa Clemente V extingue la Orden del Temple, algunas encomiendas como la de Monzón resistieron, y no fue hasta el 1309 cuando se conquista. En 1317 pasa a manos sanjuanistas, aunque los hospitalarios irán perdiendo su poder progresivamente.
Monzón también fue sede en numerosas ocasiones de las Cortes de la Corona de Aragón, entre los siglos XIII al XVII. La catedral de Santa María del Romeral de planta románica y el castillo con orígenes en el siglo IX (Torre del Homenaje) acogieron a reyes y nobles.
En 1528 Carlos V celebró Cortes Generales en Monzón. Estando allí, recibió el cartel de desafío del rey francés Francisco I. El emperador aceptó el reto, aunque el duelo nunca llegó a realizarse.

### Edad Moderna y Contemporánea
Durante la Guerra de los Segadores fue tomado el 19 de mayo de 1642 por las tropas franco-catalanas dirigidas por Philippe de La Mothe Houdancourt, finalizando el asedio de la ciudad. El 4 de diciembre del año siguiente, Monzón fue tomada por las tropas castellanas de Felipe da Silva, tras un nuevo sitio.
El castillo de Monzón considerado un enclave estratégico, fue ocupado también por los franceses durante la guerra de la Independencia y recuperado el 15 de febrero de 1814 para la causa nacional por las tropas del general Copons en una audaz estratagema debida al militar español de origen flamenco Juan Van Halen, más tarde teniente general, que por el mismo medio había conseguido la toma de Lérida el 14 y Mequinenza el 12 de febrero.

## Demografía
Monzón cuenta con una población de 18 152 habitantes (INE 2024).
| Gráfica de evolución demográfica de Monzón entre 1842 y 2021 |
| |
| Población de derecho según los censos de población del INE Población de hecho según los censos de población del INEEn este censo se denominaba Monzón y Montes de la Cardosa: 1842 Entre el censo de 1981 y el anterior, crece el término del municipio porque incorpora a 22216 (Selgua) |

## Economía
La tradición industrial de Monzón comenzó a principios de siglo XX con la construcción de la azucarera que más tarde fue trasladada a Jerez de la Frontera. Después de la Guerra Civil, se fueron incorporando nuevas industrias como Hidro Nitro Española (HNE), Aiscondel, Etino-Química, Polidux, Monsanto-Aiscondel, entre otras. También una fábrica de alambre, una de clavos y una de uralita. 
Esta industrialización fue posible por la situación geográfica de esta localidad, a hora y media de la frontera y de Zaragoza, así como por sus buenas comunicaciones, como las carreteras que comunican con Zaragoza y Lérida, la autovía (A-22) que comunicará con Pamplona así como la línea de ferrocarril que comunica con Barcelona, el norte peninsular y Zaragoza y Lérida para conectar con la línea del AVE. La estación de Monzón-Río Cinca cuenta con servicios regionales.

## Administración y política

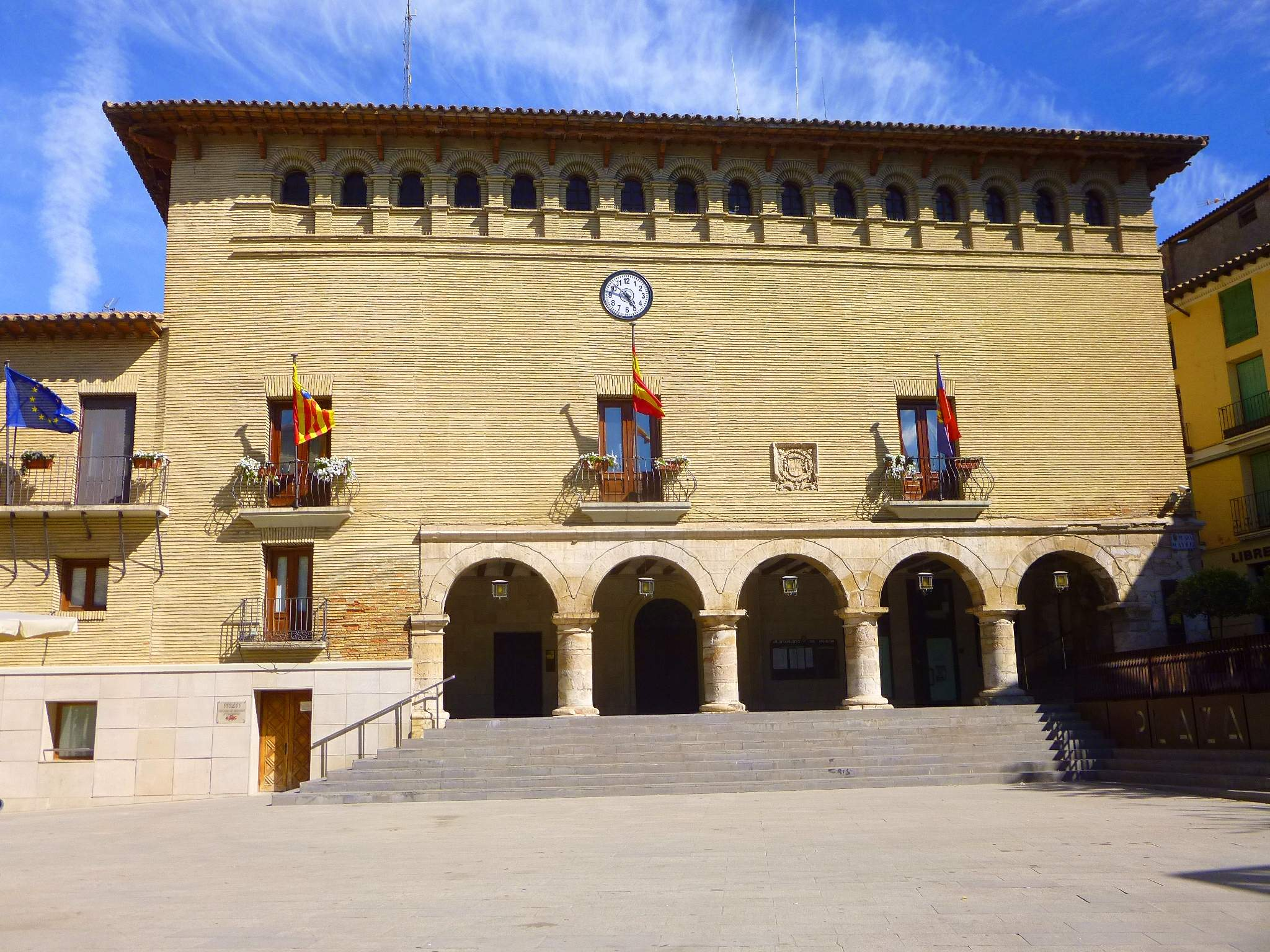
Ayuntamiento de Monzón

La corporación municipal la componen 17 concejales. Desde la instauración de la Democracia y hasta 2015, han ejercido de alcaldes Joaquín Saludas (PCE), Carlos Allué (PSOE), Ernesto Baringo (PSOE), Nicolás Fortuño (PP), Fernando Heras (PSOE), Rosa María Lanau (PP) y Álvaro Burrell (PSOE).
El ayuntamiento delega parte de su actividad administrativa y gestora a cinco patronatos municipales: cultura, deportes, festejos, institución ferial y residencia de ancianos Riosol. Aunque están directamente ligados a aquel, estos organismos autónomos tienen personalidad jurídica propia.
| Periodo   | Nombre                    | Partido | Partido                                            |
| --------- | ------------------------- | ------- | -------------------------------------------------- |
| 1979-1983 | Joaquín Saludas Escalona  |         | Partido Comunista de España (PCE)                  |
| 1983-1987 | Carlos Allué Español      |         | Partido de los Socialistas de Aragón (PSOE-Aragón) |
| 1987-1995 | Ernesto Baringo Jordán    |         | Partido de los Socialistas de Aragón (PSOE-Aragón) |
| 1995-2003 | Nicolás Fortuño Colay     |         | Partido Popular de Aragón (PP)                     |
| 2003-2011 | Fernando Heras Laderas    |         | Partido de los Socialistas de Aragón (PSOE-Aragón) |
| 2011-2015 | Rosa María Lanau Morancho |         | Partido Popular de Aragón (PP)                     |
| 2015-2019 | Álvaro Burrell Bustos     |         | Partido de los Socialistas de Aragón (PSOE-Aragón) |
| 2019-act. | Isaac Claver Ortigosa     |         | Partido Popular de Aragón (PP)                     |

| Partido político    | Partido político                                   | 2003   | 2007   | 2011   | 2015   | 2019   | 2023   |
| Partido político    | Partido político                                   | Ediles | Ediles | Ediles | Ediles | Ediles | Ediles |
|                     | Partido de los Socialistas de Aragón (PSOE-Aragón) | 6      | 7      | 5      | 6      | 6      | 3      |
|                     | Partido Popular de Aragón (PP)                     | 7      | 7      | 7      | 5      | 5      | 11     |
|                     | Cambiar Monzón                                     | —      | —      | —      | 3      | 2      | 1      |
|                     | Partido Aragonés (PAR)                             | 2      | 1      | 2      | 2      | 3      | 1      |
|                     | Ciudadanos (CS)                                    | —      | —      | —      | 1      | 1      | 0      |
|                     | Vox                                                | —      | —      | —      | —      | 0      | 1      |
|                     | Chunta Aragonesista (CHA)                          | 1      | 1      | 1      | 0      | 0      | 0      |
|                     | Escaños en Blanco (EB)                             | —      | —      | —      | —      | 0      | —      |
|                     | Izquierda Unida (IU)                               | 1      | 1      | 2      | —      | —      | —      |
|                     | Federación de los Independientes de Aragón (FIA)   | —      | —      | —      | 0      | —      | 0      |
| Total de concejales | Total de concejales                                | 17     | 17     | 17     | 17     | 17     | 17     |

## Servicios
En Monzón se ofrecen servicios públicos en varios ámbitos como el educativo, el sanitario, el judicial o el social:
- CEIP Joaquín Costa
- CEIP Aragón
- CEIP Monzón III
- Colegio Santa Ana
- Colegio Minte
- Colegio de educación especial La Alegría
- Centro Reina Sofía - Atades -
- IES José Mor de Fuentes
- Colegio Salesiano Santo Domingo Savio
- Centro de salud
- Centro de especialidades
- Juzgados de 1.ª instancia
- Administración de Hacienda
- Espacio joven comarcal
- Casa de la cultura (biblioteca municipal, salas de exposiciones, museo arqueológico...)
- Conservatorio de música
- Escuela Oficial de Idiomas
- Guardería Nuestra Señora de la Alegría
- Guardería y ludoteca municipal Clara Campoamor
- Centro cívico municipal
- Escuelas Municipales de talla y confección y de artesanía
- Estación de ferrocarril Monzón-Río Cinca

También se ha de mencionar la inestimable labor de algunas otras asociaciones y que colaboran con las entidades públicas para dinamizar la ciudad. Algunos ejemplos serían la Asociación de comerciantes y empresarios, la Asociación templaria "Tradiciones", la compañía teatral "Rebulizio", el grupo de dinamización infantil "Trotamundos", la Asociación de amas de casa, de consumidores, las asociaciones de los diferentes barrios (San Juan y el Molino, El Palomar, La Carrasca...), las diferentes peñas que animan los festejos...

## Patrimonio

### El castillo templario

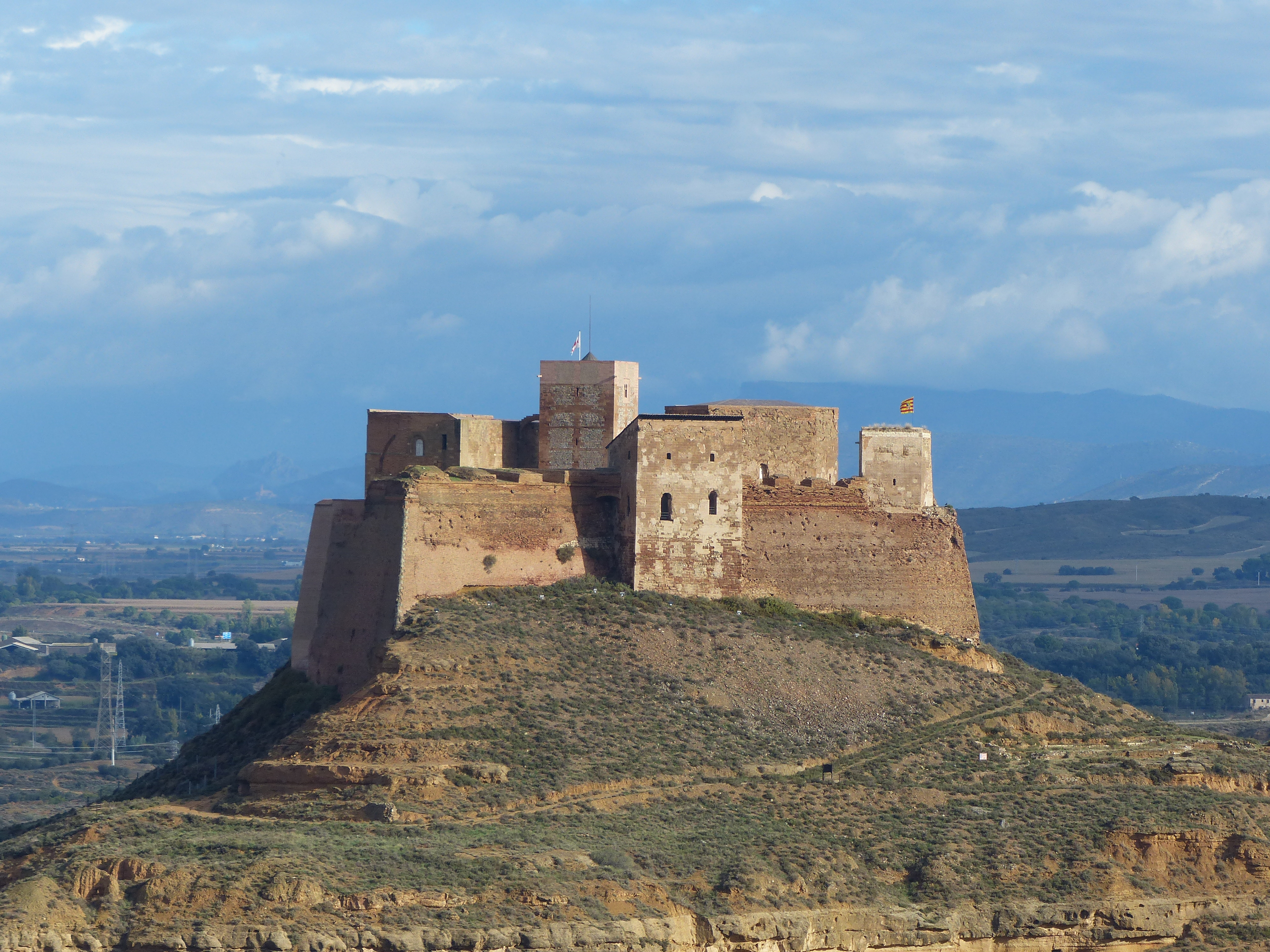
Castillo de Monzón

De origen árabe (siglo X). La torre del homenaje es la construcción más antigua. El castillo, sin duda, es el elemento más emblemático y turístico de Monzón, enclavado en una montaña de arenisca, miles de personas lo visitan anualmente. Debido a su continuada utilización, se aprecian distintas fases de construcción repartidas en el tiempo, al menos entre el siglo XII y principios del XX. El interior de la fortaleza conserva su primera estructura conventual cisterciense compuesta por cinco edificios independientes situados sobre la meseta plana del cerro: la capilla de San Nicolás, la torre del homenaje, la sala capitular, el pabellón de las Dependencias y la torre de Jaime I. Un apartado del índice de “La ciudad” cuenta su historia y describe los citados inmuebles. Fue declarado Monumento Histórico Artístico Nacional en 1949. Cada año se celebra en torno al 24 de mayo el homenaje a Guillem de Mont-Rodon

### Catedral de Santa María del Romeral

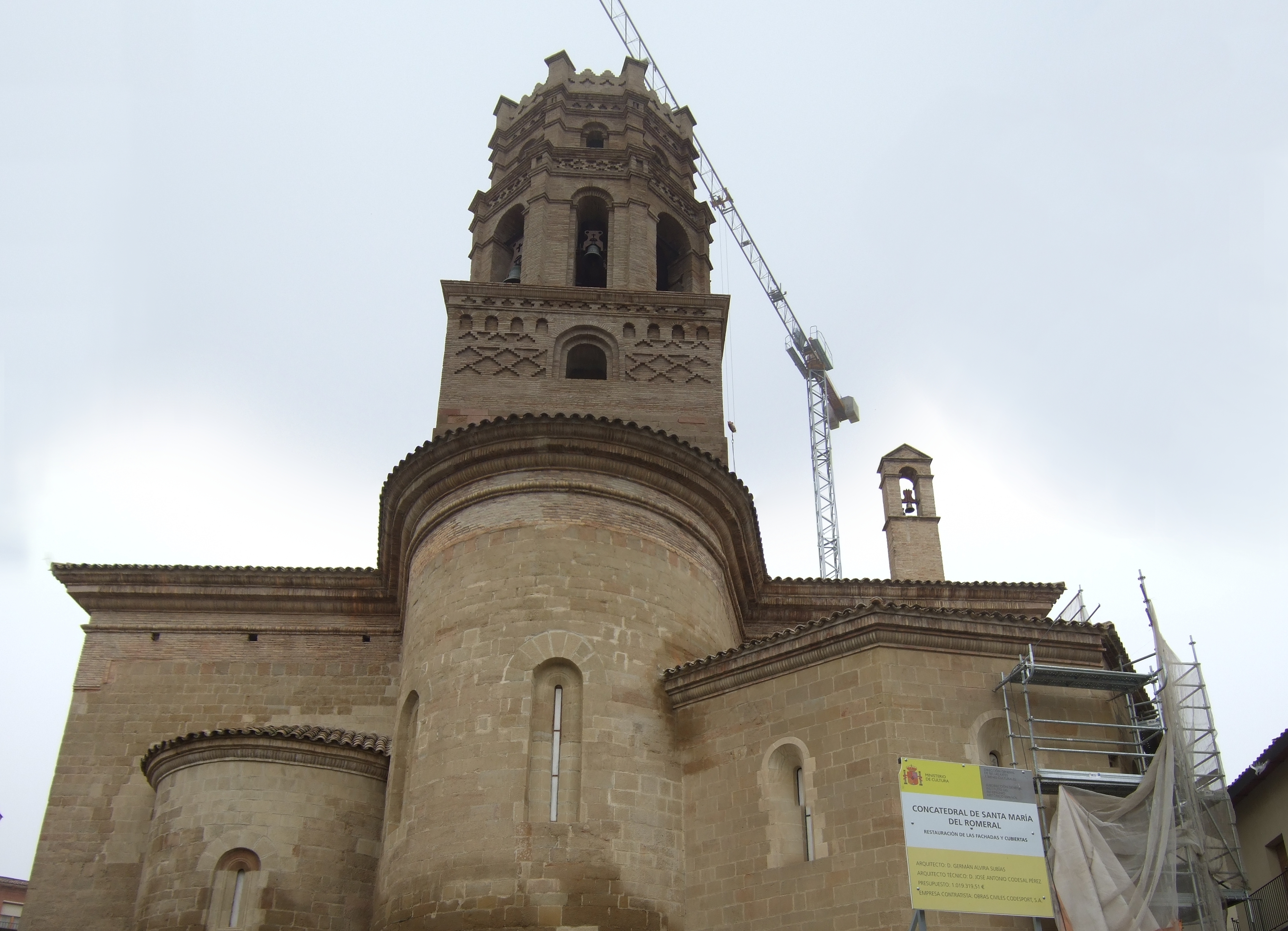
Catedral de Santa María del Romeral

Catedral de los siglos XII y XIII construida a finales del siglo XII, está situada en el casco antiguo de Monzón y su iglesia pertenece al estilo románico.
Sufrió numerosas transformaciones y añadidos en la Edad Moderna. El claustro románico situado en la parte sur del templo fue destruido, y sólo subsisten una crujía con arcos cegados, la portada y el pórtico de acceso. Edificio de planta de cruz latina, construido en piedra sillar perfectamente escuadrada. Consta de tres naves paralelas dividida en tres tramos más el crucero y tres ábsides. A la planta original le fueron añadidas capillas laterales entre los siglos XV y XVIII, y sobre el cimborrio se levantó una torre de ladrillo de estilo mudéjar a principios del siglo XVII.
Sesiones de Cortes de Aragón.
La primera noticia documental de la iglesia montisonense de Santa María data de la época de la conquista de Monzón por el rey Sancho Ramírez, quien entregó la mezquita a Raimundo Dalmacio, obispo de la diócesis de Roda de Isábena.
- 1098: primera consagración de la mezquita.
- 1196: edificación del actual templo.
- 1220-1626: en el templo se reunieron las Cortes Generales de Aragón; fueron convocadas por Jaime I en 1222, 1232, 1234 y 1236; por el rey Alfonso III en 1289; por el rey Pedro IV en 1362, 1376 y 1382; por el rey Juan I en 1388; por la reina Doña María en 1435 (celebradas en la iglesia de San Juan); por el rey Juan II en 1469 y 1470; por Fernando el Católico en 1510 y 1512; por el emperador Carlos I en 1528, 1533, 1537, 1542, 1547 y 1553; por Felipe II en 1563 y 1585; por Felipe IV en 1626; y por Felipe V en 1701 (éstas no llegaron a celebrarse).
- 1607: declaración de Colegiata Insigne por bula expedida por el papa Paulo V.
- 1613: construcción de la torre campanario.
- 1642: demolición del antiguo claustro.
- 1633: es declarada Cabecera de Vicariato General.
- 1643: sufre expolios durante la Guerra de Cataluña.
- 1852: supresión de la condición de Colegiata.
- 1994: declarada Monumento Nacional.
- 1995: iglesia-concatedral de la diócesis de Barbastro-Monzón; de esta forma se convirtió en el último templo de Aragón trasformado en catedral, con la misma dignidad que la de Barbastro, a la que está unida, aunque sin cabildo.

### Iglesia de San Juan
Está construida en un estilo básicamente gótico y está dedicada a la memoria de Sancho Ramírez.
En la plaza de San Juan. Iglesia de estilo gótico tardío con modificaciones a lo largo de los siglos XVI y XVII. Construcción en ladrillo. Nave única orientada hacia el noroeste, capillas a los lados y cabecera pentagonal. Portada barroca del siglo XVIII. No posee torre campanario, pero el muro noreste presenta una espadaña para albergar las campanas. La Orden de los Hospitalarios de San Juan heredó parte de los bienes y posesiones de los templarios cuando estos fueron expulsados de Monzón entre 1308 y 1309. Todo indica que la iglesia fue fundada en este emplazamiento –la antigua plaza del Mercado– tras el traslado del templo de San Juan desde la ladera del castillo en 1414, debido a la incomodidad de esta ubicación. En este templo se celebraron Cortes Generales en 1435, reunidas a instancias de doña María, esposa del rey Alfonso V, para deliberar el rescate de su marido, que había caído preso de los genoveses en Ponce.

### Iglesia de San Francisco
Fue una iglesia construida en el siglo XIII y se hallaba prácticamente en ruinas, por lo que fue demolida para la construcción del actual Conservatorio. Unas columnas en el lateral, indican el emplazamiento original.
- Convento de San Francisco, habitado hasta 1835 (actualmente alberga el Conservatorio Profesional y auditorio de Monzón).

En origen, obra del siglo XIII, de estilo cisterciense. Parte de la fábrica de la iglesia fue utilizada para la construcción del Hospital de San Francisco en época barroca (siglos XVII-XVIII). El edificio actual, sede del Conservatorio Profesional de Música inaugurado en 2000, es completamente nuevo (se han conservado la forma de la iglesia, la cabecera pentagonal y la estructura gótica con arcadas ojivales). La fundación de la iglesia de San Francisco está documentada en 1235. El convento pasó a manos de los Franciscos de la Menor en 1567, por decisión del rey Felipe II y decreto del papa Pío V. Los franciscanos lo habitaron hasta la Desamortización (1835). Las piedras de este inmueble fueron utilizadas en una de la restauraciones de la iglesia de Santa María.

### Puente viejo

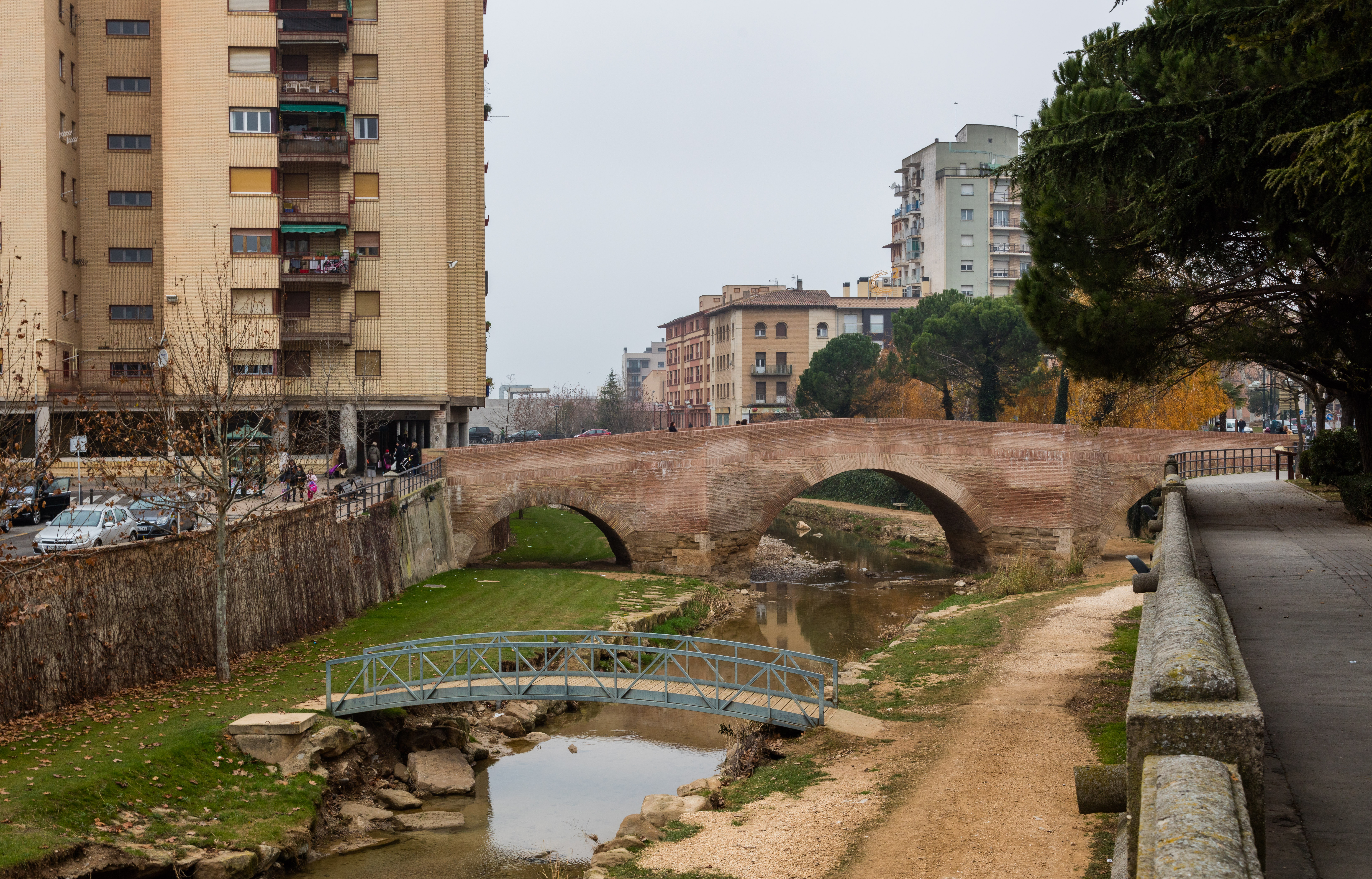
Puente Viejo

Este monumento situado en el corazón de la ciudad, es un puente peatonal sobre el río Sosa, es de origen medieval, reconstruido en el siglo XVIII tras ser prácticamente destruido durante la Guerra de Sucesión y pocos años después por una avenida de agua del río. Está construido en piedra y ladrillo de tres arcos. El puente está formado por tres arcos de medio punto, el central de mayor tamaño que los laterales. Bastantes años más tarde, en 1966 debido a las obras de ampliación de la avenida de Lérida (N-240) que discurre paralela al río Sosa en ese tramo, se tapó el tercer ojo del puente, aunque ha sido rehabilitado debido a su gran deterioro y reabierto ese "tercer ojo" recientemente. Como su popular nombre indica, es el puente más antiguo de Monzón. El puente viejo conecta la parte más antigua de la ciudad, desde la avenida de Goya, desembocando al "ensanche montisonense" (avenida de Lérida y plaza de Aragón). Además de dicho puente, existen cuatro más sobre este río, ya de época reciente.

### Chimenea de la Azucarera

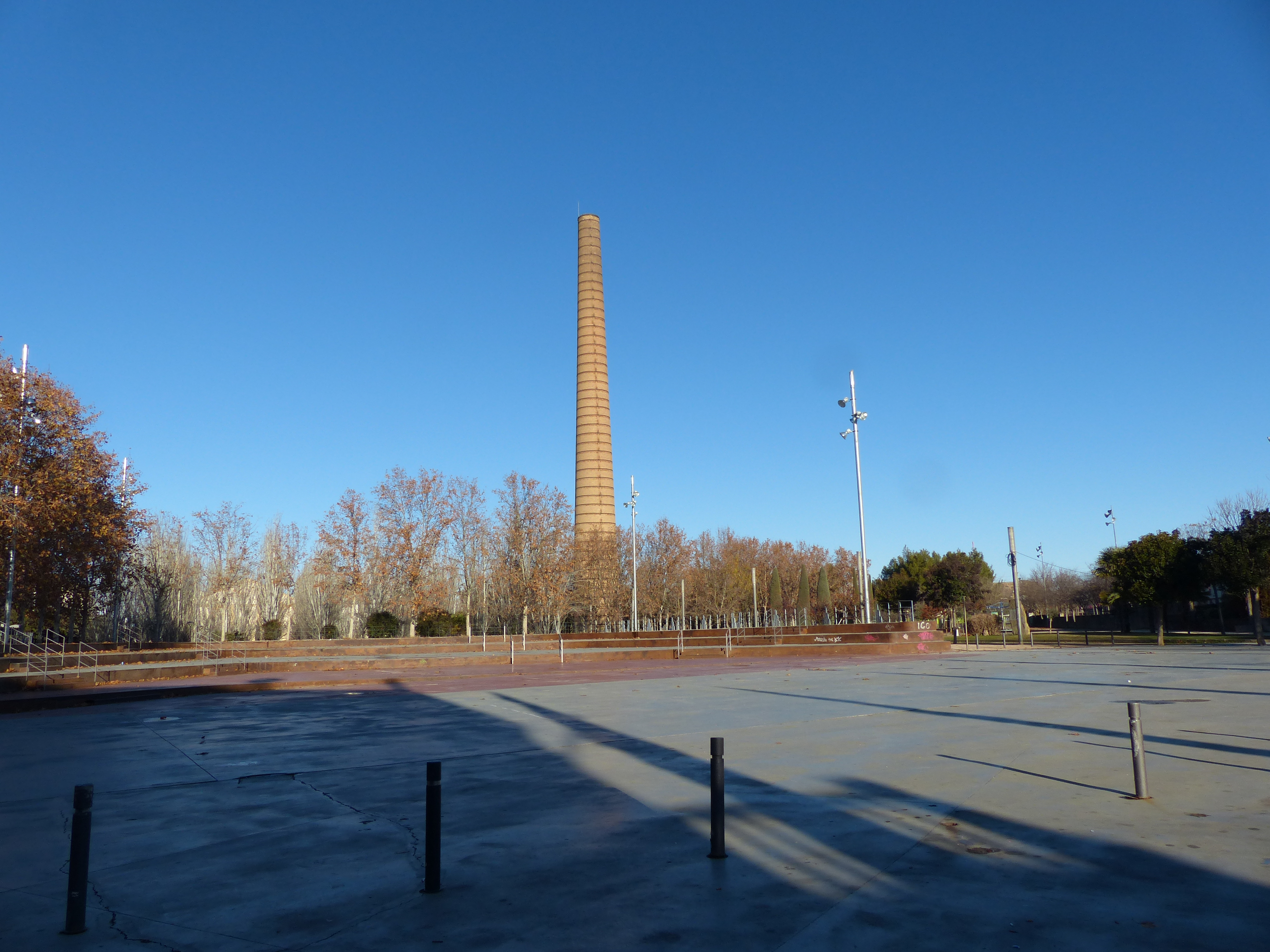
Chimenea de la azucarera

Con sus ochenta metros, es la construcción más alta de la ciudad y de toda la provincia de Huesca. Fue construida entre 1923 y 1925 por el ingeniero Benito Acebal. Se enclava en el centro del parque de la Azucarera, el parque más céntrico y extenso de Monzón. Allí antiguamente se albergaba la fábrica azucarera. El ayuntamiento, al proyectar dicho parque, respetó la edificación y la restauró, diseñando así el parque alrededor de la misma y dotándola de una mayor importancia y majestuosidad debido a su gran altura. En el mismo parque se encuentra además la IFM (Institución Ferial de Monzón) en la antigua nave de la pulpa de la ya citada azucarera, la edificación vanguardista del centro juvenil comarcal, el museo del Belén Monumental de Monzón y, a unos pocos metros, junto al auditorio al aire libre José Antonio Labordeta, las antiguas oficinas de la Azucarera se han convertido en la Escuela Oficial de Idiomas Ignacio Luzán. También, en los últimos años se ha procedido a restaurar algunos fragmentos del antiguo muro que rodeaba la fábrica como las puertas de hierro de la entrada. La chimenea es un ejemplo claro del pasado industrial de Monzón

### Avenida de Lérida y monumento a Costa
La avenida de Lérida es la arteria más grande e importante de la ciudad. Destaca por su amplitud, sus grandes jardines y los altos edificios que la rodean. Sirve de entrada y salida de la ciudad por la N-240 y A-22. Hay un proyecto de reurbanización en el que se quiere convertir dicha avenida en un bulevar. En ella se encuentra el monumento a Joaquín Costa que fue un gran humanista aragonés de origen montisonense y padre de la corriente regeneracionista durante la Restauración borbónica. Esta escultura de Ángel Orensanz está fabricada en hierro y acompañada de una fuente de torres de agua.

### Ermita de Nuestra Señora de la Alegría

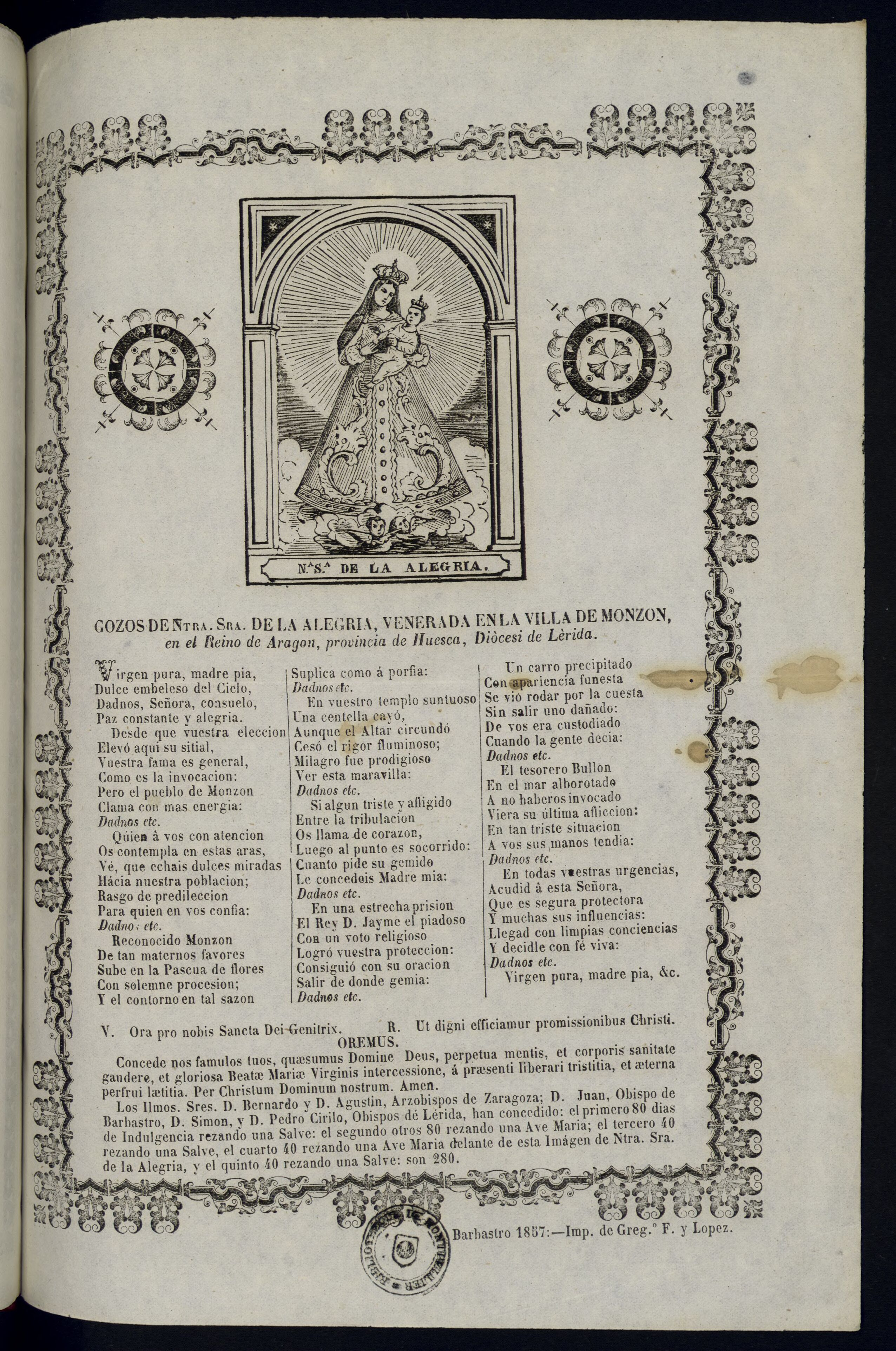
Representación de la virgen dentro de un libro de gozos.

La ermita se encuentra en el cerro de Lascellas, a unos 3 kilómetros al sur de Monzón, en la margen izquierda del Cinca. En el lugar de la actual ermita hubo un castillo medieval que fue cambiando de manos entre cristianos y musulmanes, quizá destruido en tiempos de Jaime I, donde antes hubo asentamientos o edificaciones de los íberos, de los ilergetes y de la cultura romana.
No se sabe exactamente cuándo se erigió la ermita en la Edad Media ni desde cuándo existe el culto a Nuestra Señora de la Alegría, quizá llamada antes de Las Cellas. En el siglo XVII la edificación era barroca y nueva, pues se había destruido durante las guerras de la época. Durante la Guerra Civil la ermita sufrió daños inmensos y se perdieron o destruyeron la imagen, los retablos y todos los demás objetos artísticos o de valor. Después de las obras que se efectuaron en la inmediata posguerra (civil), las últimas obras de restauración finalizaron en 1983. Actualmente, el conjunto religioso está formado por una hospedería y por la capilla que alberga la actual imagen de la Virgen (situada allí desde el año 1942, por donación del entonces alcalde Ángel Corvino Franca). Ha habido al menos tres imágenes: la medieval románica, la barroca y la contemporánea. La iglesia es de planta rectangular, nave única y ábside semicircular, de estilo neorrománico, con canecillos y aparejo de piedra sillar. Las vidrieras policromadas que decoran la capilla narran los cuatro milagros o favores otorgados por la Virgen: protección a Jaime I, imagen del guerrillero “El Cantarero”, el carro que cayó por un terraplén y cuyos ocupantes salieron ilesos, y el tesorero Bullón salvado por la Virgen en medio de una tempestad.
La Cruz de Término (reconstruida en 1961 por Joaquín Chaverri, gracias a la contribución de la señora de la finca del Cascallar, Carmen Ayneto), a los pies de la parte alta del cerro, está formada por una grada circular de mampostería, basa jónica, tambor octogonal y cruz latina. Estos dos últimos elementos fueron destruidos por un rayo en 2003 y repuestos de nuevo por obra del artista local Joaquín Chaverri. Los montisonenses acuden en romería a este lugar el Lunes de Pascua.

### Centro Temático del Canal de Aragón y Cataluña, legado de Joaquín Costa
Ubicado en una bella casa solariega en el casco antiguo, es el punto turístico más nuevo dotado de la más reciente tecnología. Las visitas se pueden realizar mediante táblets. La visita a este centro propone un recorrido por la construcción del Canal de Aragón y Cataluña y un acercamiento a la sociedad que vio nacer esa obra hidráulica. También se muestra el legado de Joaquín Costa y de cómo se fraguó la idea de un canal que cambiaría la forma de vida de mucha gente. Asimismo, los visitantes pueden observar cómo el agua transformó los hábitos de las personas y su manera de trabajar, reconocer oficios antiguos, útiles de labranza, una escuela y una casa de tiempos pasados con objetos cedidos por la Sra. Josefina Jiménez. Actualmente, debido a la carestía económica, el centro se encuentra cerrado temporalmente

### La Pinzana

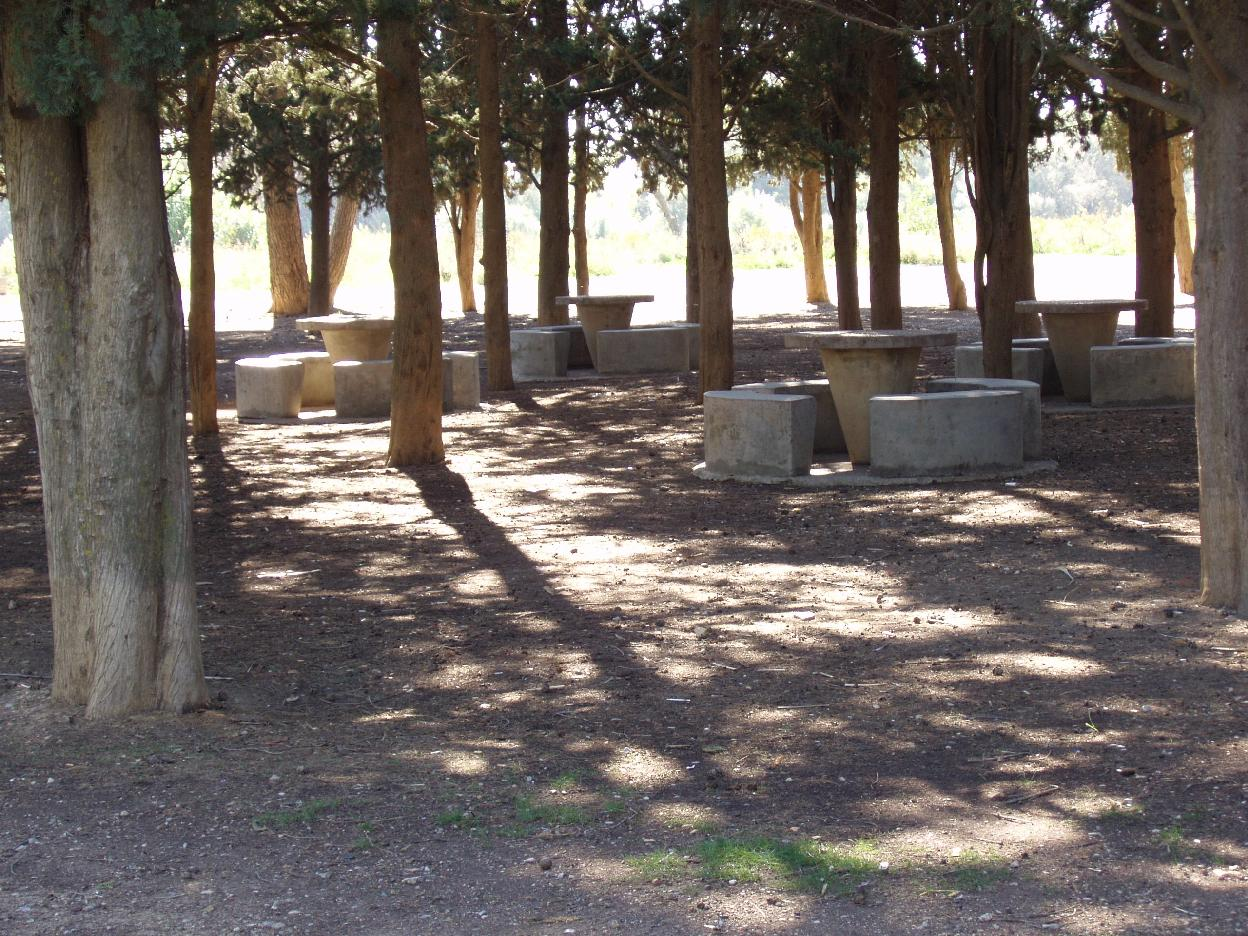
Los Sotos

Es el centro de interpretación medioambiental del Cinca. Es un espacio cultural en el que los protagonistas son el río y su ámbito de influencia (tanto el natural como el social). La exposición informa sobre todos los aspectos de la corriente fluvial, destaca el importante papel que juega en los procesos medioambientales y en la vida de quienes pueblan las riberas, y alerta de la necesidad de conservarlo como fuente de vida y motor de la biodiversidad. Se realizan itinerarios por el parque municipal de Los Sotos y visitas al centro, además de talleres medioambientales a grupos o colegios.

### Belén Monumental de Monzón
El Belén Monumental de Monzón comenzó en 1960 con el montaje de un belén en una vivienda particular. Actualmente tiene sede fija y es uno de los más grandes de España con figuras de escala no superior a 40 cm y más 750 m² de superficie.

### Casa consistorial
Es un palacio de arquitectura renacentista aragonesa datado en los siglos XVI y XVII ubicado en la plaza Mayor. La fachada presenta un pórtico de cinco arcos de medio punto (lonja) y tres plantas. En la fachada lateral derecha hay dos arcos más. Aquellos y estos están colocados sobre gruesas columnas toscanas de fuste liso que se apoyan en basas con zócalos cuadrangulares con un toro.
En 1769 fueron suprimidas las grandes ventanas de la segunda planta, que se convirtieron en tres balcones adintelados y abiertos muy próximos al primer cuerpo de arcos. Entre dos de ellos se colocó el escudo de armas de la ciudad.
Es la sede del Ayuntamiento de Monzón, donde se realizan además actividad públicas como el Bautizo del Alcalde o el pregón de las fiestas de San Mateo.

### Casa de los Luzán
Situada en el casco antiguo de la población, fue un cuartel militar entre los años 1728 y 1730, hasta que sufrió un importante incendio.
Es una casa del siglo XVI de la que se conserva la portada renacentista, la cual consiste en un arco de medio punto flanqueado por dos columnas con fuste estriado, colocadas sobre basa y plinto. Los capiteles corintios sostienen un friso decorado por catorce angelotes, más dos en cada esquina, sobre el que reposa un frontón triangular con pináculos en sus tres vértices. En las enjutas del arco de la puerta aparecen dos medallones donde están grabados los retratos de un hombre y de una mujer, los antiguos dueños de la casa.

### Además
- Muralla románica
- Museo de Cehimo, Casa natal de Joaquín Costa
- Casa de Zazurca
- Casa de Pano

### Fiestas, ferias y tradiciones
El casco viejo acordona el Castillo de Monzón de este a oeste. El "Muro" (hoy calle Santa Bárbara sigue los pasos de la desaparecida muralla medieval, siendo el cauce del río Sosa la barrera natural. La ciudad saltó a la otra orilla y creció hasta alcanzar la barrera artificial de la vía férrea. El barrio más peculiar es "El Palomar", al norte, al otro lado de los raíles, fruto del desarrollismo de mediados del siglo XX. A Monzón llegó gente para trabajar en las fábricas de Hidro Nitro y Monsanto Ibérica procedente de los más diversos puntos de España y de la montaña altoaragonesa, y la carestía de viviendas fue causa de un "boom" urbanístico, a la postre marcado más por el caos que por la norma. Por así decir, el Palomar "huele" -en el mejor de los sentidos- a Andalucía y a Extremadura.
Lo sucedido el siglo pasado no es más que otro capítulo de la historia de una ciudad conocida desde siempre como una "encrucijada de caminos" y un "terreno de aluvión". Quiere decir esto que Monzón dio casa a pobladores y repobladores, a guerreros y campesinos, a cristianos y judíos, a las comitivas de los cortesanos, a comerciantes y viajeros, a hombres y mujeres de la península ateridos por la miseria de la posguerra. En suma, es un crisol de sangres, y esta condición forma parte de su propia personalidad y de su devenir social.
El Bautizo del Alcalde
A la tradición montisonense más singular se la conoce como "El Bautizo del Alcalde". Se reedita cada año el 4 de diciembre, festividad de Santa Bárbara, patrona de la ciudad, y consiste en el lanzamiento de castañas y dulces desde los balcones del ayuntamiento a la muchedumbre congregada en la plaza Mayor. Hasta bien adelantado el siglo XX también se lanzaba alguna peseta. Los encargados de lanzar los regalos son los concejales, las zagalas y zagaletas y las personas invitadas.
El 4 de diciembre de 1643, las tropas castellanas reconquistaron el castillo de Monzón que estaba en poder del ejército francés desde el 19 de mayo de 1642 (guerra de Secesión), y por este motivo Santa Bárbara es patrona de la ciudad. La leyenda cuenta que la población decidió nombrar alcalde, y que la mayoría se pronunció a favor de un hombre recto y cabal que resultó ser morisco. La confesión religiosa del electo estaba en duda y el conflicto se solucionó cuando confirmó su fe cristiana, aceptando ser bautizado en público, estallando la localidad en una fiesta, cayendo desde los balcones del ayuntamiento castañas y dulces.
Romería a la Ermita de la Alegría
El Lunes de Pascua es día grande en Monzón. Desde el punto de vista festivo, el segundo en importancia después del 21 de septiembre, festividad de San Mateo, el patrón "popular y oficioso" de la ciudad. El cerro de Lascellas, a dos kilómetros de la ciudad bajando por la carretera que lleva a Pueyo de Santa Cruz, está coronado por la ermita de la Virgen de la Alegría, donde confluyen miles de romeros en una jornada en la que se dan la mano sentimientos religiosos y ánimos de diversión.
Antaño, los romeros caminaban u ocupaban plaza en carros engalanados, siempre bien provistos de vino y viandas. Más adelante, los tractores relevaron a las caballerías y, en la actualidad, los automóviles han desplazado a cualquier otro medio de locomoción. Las horas festivas y de comida campestre se han visto notablemente recortadas por la prohibición de hacer fuego al aire libre (las parrillas llenas de costillas y longaniza han desaparecido porque lo han hecho las hogueras). Así, la romería es matinal para la mayor parte de la población, y vespertina para los enfermos y quienes no desean el bullicio de las charangas y las botas de vino.
En la capilla de la ermita se celebran tres misas (a las nueve, a las doce y a las seis de la tarde), y la tradición impone pasar por el camarín de la Virgen para besar su manto. Fuera, los peñistas reparten roscón de Monzón y vino, un grupo folclórico canta y baila, y los montisonenses residentes en ciudades alejadas no paran de saludar a viejos amigos.
San Mateo, fiesta mayor

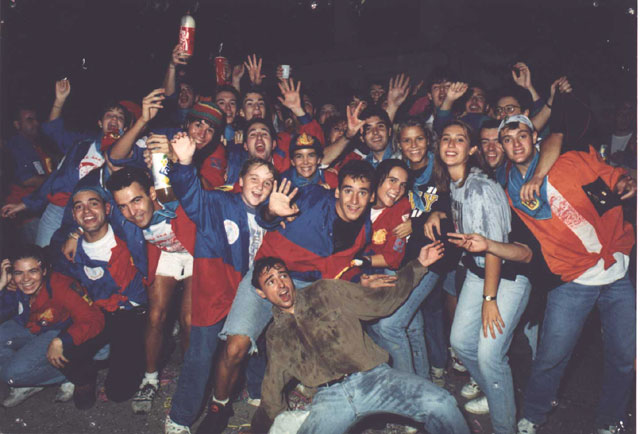
Fiestas de San Mateo

Las fiestas mayores de San Mateo tienen su origen en la feria de caballerías, ganado y productos del campo que se celebraba en Monzón el 21 de septiembre, día en el que termina el verano. Hoy, los festejos se rigen por los cánones comunes a muchas ciudades de mediana entidad: peñas, "chamizos" (locales de las pandillas de jóvenes), charangas, pregones, ferietas, verbenas, conciertos, bailes de madrugada, folclore, revista musical, banda de música, homenaje a los mayores, ofrenda al patrón, fuegos de artificio, "pobre de mí" y cierre.
Desde el inicio de la década de los ochenta (ya consolidada la Democracia y fraguado el movimiento asociacionista de los ciudadanos), el programa del Patronato Municipal de Festejos lleva el marchamo de "sin taquillas", es decir, verbenas y conciertos gratuitos. Las peñas son innumerables, y las más potentes están agrupadas en el colectivo "Monzón Qué Demasiao" que organiza los Bailes de Madrugada. Las principales peñas del Colectivo "Monzón Qué Demasiao" son la Peña ZOS, Peña Trifulca, Peña Los que No Querían y El Gallinero. Por su parte, la Asociación Recreativa y Cultural "San Mateo" dispone de un local social y programa de verbenas propio. El domingo anterior a la semana festiva, en la plaza Mayor son coronadas las Zagalas y Zagaletas (representantes de los barrios y los colegios) y se leen los pregones oficial y baturro, y el día de la víspera el Desfile de Carrozas recorre las principales calles de la ciudad.
Santa Bárbara, la "fiesta pequeña"
El calendario religioso dedica el 4 de diciembre a Santa Bárbara, patrona de Monzón por los motivos apuntados en el apartado dedicado al Bautizo del Alcalde. La fiesta, sin embargo, pasa hoy prácticamente desapercibida a efectos laborales y de programación de verbenas porque estos aspectos son monopolio de San Mateo. Así, los nuevos tiempos han configurado un guion vespertino que aglutina tres actos bien dispares: el Bautizo del Alcalde, el encendido oficial de la luminaria navideña por las autoridades (fruto de la colaboración del ayuntamiento y la Asociación de Comercio) y la inauguración del Belén Monumental de Monzón y el Cinca Medio de la Asociación Belenista "Isaac Lumbierres", montaje que se puede visitar hasta el Día de Reyes, y que tiene gran eco social y mediático por sus dimensiones, la riqueza del decorado y la variedad de figuras.
A las nueve de la noche, Monzón despide a Santa Bárbara con fuegos artificiales y el "Toro de Fuego", tradición esta última en la que no peligra la vida de ningún astado: una persona empuja un armatoste de madera que emula a un toro y va cargado de elementos pirotécnicos, y los más atrevidos lo citan y corretean a su lado.
Homenaje a Guillem de Montrodón
Jaime I, rey de Aragón, fue educado en Monzón entre 1214 y 1217 por el maestre templario Guillem de Montrodón, y desde hace algunos años se viene celebrando un homenaje en honor a este comendador templario de la encomienda de Aragón que marcó el provenir de la historia del llamado "niño-rey" de Aragón. El acto se celebra en torno al último fin de semana de mayo. El 24 de mayo coincide con la fecha en la que capitula el castillo de Monzón ante la presión de las tropas de Jaime II por orden del papa Clemente V) e incluye el recibimiento del rey en la plaza Mayor, el desfile hasta la fortaleza, precedido del baile de los nobles de la villa, así como mercado medieval, luchas de recreación histórica, actuaciones teatrales y musicales y muchos otros actos culturales. También se organiza la Monzón Templar Race, una carrera de obstáculos a lo largo de todo el pueblo y alrededores que culmina en la cima del castillo templario.

## Cultura

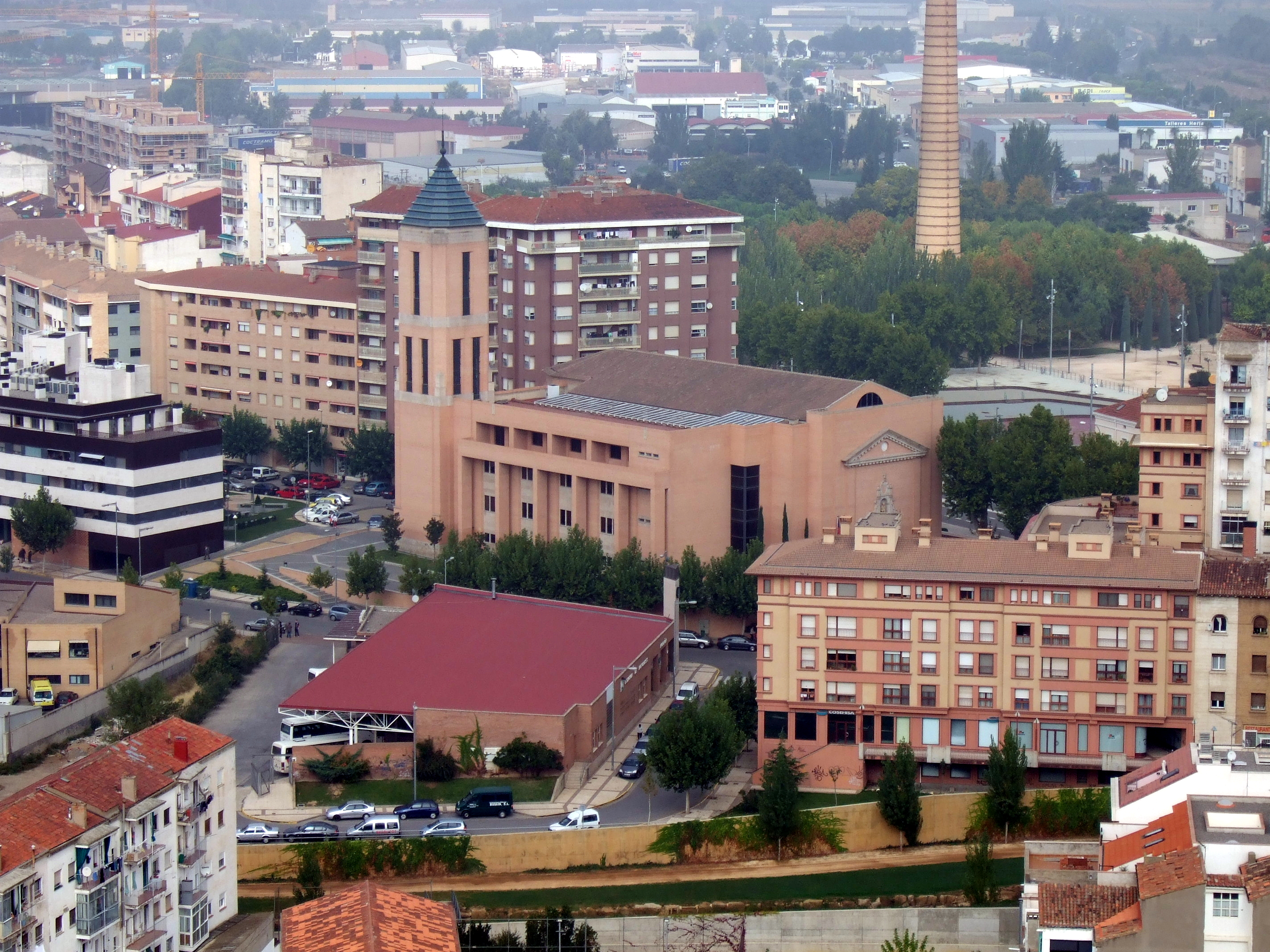
Conservatorio Miguel Fleta

La música está representada por el Grupo Folclórico de Nuestra Señora de la Alegría, la banda municipal La Lira, la Coral Montisonense y el conservatorio profesional de música Miguel Fleta del que han salido nuevos grupos como Ensemble XXI. Dentro del panorama de rock, hay grandes grupos como pueden ser los de black metal Ouija, Temple Abattoir y Spellcraft; o el grupo de streetpunk-oi! Up Yours. En otros aspectos de la cultura de Monzón destacar las numerosas ferias como la del libro aragonés o FLA, Replega y la feria de arte Arteria. También cabe destacar diversos concursos de pintura y narrativa así como varias concentraciones culturales de diversa índole y la fiesta de Santa Bárbara mártir en la que se realiza el tradicional Bautizo del Alcalde, así como las fiestas patronales en honor a San Mateo durante la semana del 21 de septiembre y la romería que se realiza el lunes de Pascua a la ermita de la Alegría.

### Deporte
En Monzón hay diversas entidades deportivas como el equipo de fútbol Atlético Monzón que milita en la tercera división, el equipo de baloncesto Cosehisa Monzón que juega en la Liga EBA, el Centro Atlético Monzón que milita en División de Honor de Atletismo y del que han salido múltiples atletas internacionales y olímpicos. Además, cabe destacar el Airon Club, poseedor de muchos títulos en distintas categorías y deportes como el tenis o la natación por mencionar alguno. La ciudad es cuna de deportistas olímpicos como Álvaro Burrell, Eliseo Martín, Javier Moracho y Javier Gazol en atletismo, Conchita Martínez en tenis y ganadora de Wimbledon en 1994 o los esquiadores Delfín Campo y Vicente Tomás. Es también la sede del Quebrantahuesos, club de rugby que milita en las ligas aragonesas y también en la División de Honor de la Liga Catalana, además de contar con una escuela de rugby en la ciudad.
Las principales instalaciones deportivas de la ciudad se congregan en la zona denominada "Ciudad Deportiva". Allí se encuentra el nuevo pabellón de deportes "Los Olímpicos", el complejo tenístico "Conchita Martínez", las pistas de atletismo, las piscinas climatizadas, el parque acuático, los campos de fútbol Isidro Calderón y Antonio Alcubierre, las pistas de pádel y la residencia de alto rendimiento. El principal evento que se realiza es el Torneo Internacional de Tenis Femenino "Conchita Martínez", de pista dura y celebrado desde 2003 y que ha llegado a tener la consideración de Torneo ITF USD 75.000. Otros grandes eventos deportivos que se realizan son el torneo Fat Rugby, jugado por equipos conformados únicamente por delanteros, y el cual es uno de los torneos de rugby postemporada más importantes de España y la carrera de obstáculos Templar Monzón con tres versiones: familiar, 8K y 16K, y considerada de las más importantes realizadas en el país. 
En Monzón existe un segundo pabellón deportivo, más antiguo, "Joaquín Saludas" (en honor al primer alcalde de la ciudad tras la restauración democrática) ubicado en el parque de Mariano de Pano y Ruata, en el "barrio del Palomar".

### Ciudades hermanadas
- Barcelona, España (1969)[16]
- Muret, Francia (1965).[17][18]